# جاي بوي آدامز
جاي بوي آدامز (بالإنجليزية: Jay Boy Adams)‏ هو كاتب أغاني وشخصية أعمال أمريكي، ولد في 8 ديسمبر 1949 في فورت وورث في الولايات المتحدة.

## وصلات خارجية
- الموقع الرسمي